# Lázaro Balcindes
Lázaro Balcindes (né le 8 février 1963) est un athlète cubain, spécialiste du triple saut. 

## Biographie
En 1985, lors des Jeux mondiaux en salle, Lázaro Balcindes remporte la médaille de bronze du triple saut, derrière le Bulgare Khristo Markov et le Cubain Lázaro Betancourt.

### Palmarès
| Date | Compétition                                      | Lieu      | Résultat | Performance |
| ---- | ------------------------------------------------ | --------- | -------- | ----------- |
| 1983 | Championnats d'Amérique centrale et des Caraïbes | La Havane | 2e       | 16,58 m     |
| 1985 | Jeux mondiaux en salle                           | Paris     | 3e       | 16,83 m     |
| 1985 | Championnats d'Amérique centrale et des Caraïbes | Nassau    | 2e       | 16,80 m     |
| 1985 | Coupe du monde des nations                       | Canberra  | 6e       | 16,74 m     |

### Records
| Épreuve     | Épreuve      | Performance | Lieu     | Date              |
| ----------- | ------------ | ----------- | -------- | ----------------- |
| Triple saut | En plein air | 16,96 m     | San Juan | 20 septembre 1985 |
| Triple saut | En salle     | 16,83 m     | Paris    | 18 janvier 1985   |